# Scopula impauperata
Scopula impauperata är en fjärilsart som beskrevs av Walker 1862. Scopula impauperata ingår i släktet Scopula och familjen mätare. Inga underarter finns listade.